# ATC B05 – Vérpótlók és perfúziós oldatok
Az ATC B05 – Vérpótlók és perfúziós oldatok a gyógyszerek anatómiai, gyógyászati és kémiai osztályozási rendszerének (ATC) egyik alcsoportja.
| ATC B   | Vér és vérképzőszervek                  |
| ------- | --------------------------------------- |
| ATC B01 | Trombózis kezelésére használatos szerek |
| ATC B02 | Vérzéscsillapítók                       |
| ATC B03 | Vérszegénység elleni készítmények       |
| ATC B05 | Vérpótlók és perfúziós oldatok          |
| ATC B06 | Egyéb hematológiai szerek               |

## B05A 	Vérkészítmények és rokon készítmények

### B05AA Plazmapótlók és plazmaprotein-frakciók
B05AA01 Albumin
B05AA02 Other plasma protein fractions
B05AA03 Fluorocarbon blood substitutes
B05AA05 Dextran
B05AA06 Gelatin agents
B05AA07 Hydroxyethylstarch
B05AA08 Hemoglobin crosfumaril
B05AA09 Hemoglobin raffimer

## B05B Infúziós oldatok

### B05BAParenterális tápláló oldatok
| B05BA01 | Aminosavak             | Amino acids          |
| B05BA02 | Zsír emulziók          | Fat emulsions        |
| B05BA03 | Szénhidrátok           | Carbohydrates        |
| B05BA04 | Fehérje hidrolizátumok | Protein hydrolysates |
| B05BA10 | Kombinációk            | Kombinációk          |

### B05BB Solutions affecting the electrolyte balance
B05BB01 Electrolytes
B05BB02 Electrolytes with carbohydrates
B05BB03 Trometamol

### B05BCOzmotikus vizelethajtó oldatok
| B05BC01 | Mannit   | Mannitol  | Mannitolum |
| B05BC02 | Karbamid | Carbamide | Ureum      |

## B05C 	Irrigáló oldatok

### B05CA Fertőzés elleni szerek
| B05CA01 | Cetilpiridinium  | Cetylpyridinium     |                                                                                          |
| B05CA02 | Klórhexidin      | Chlorhexidine       | Chlorhexidini diacetas Chlorhexidini digluconatis solutio Chlorhexidini dihydrochloridum |
| B05CA03 | Nitrofurál       | Nitrofural          |                                                                                          |
| B05CA04 | Szulfametizol    | Sulfamethizole      | Sulfamethizolum                                                                          |
| B05CA05 | Taurolidin       | Taurolidine         |                                                                                          |
| B05CA06 | Mandulasav       | Mandelic acid       |                                                                                          |
| B05CA07 | Noxitiolin       | Noxytiolin          |                                                                                          |
| B05CA08 | Etakridin-laktát | Ethacridine lactate |                                                                                          |
| B05CA09 | Neomicin         | Neomycin            |                                                                                          |
| B05CA10 | Kombinációk      |                     |                                                                                          |

### B05CBSóoldatok
| B05CB01 | Nátrium-klorid            | Sodium chloride    | Natrii chloridum         |
| B05CB02 | Nátrium-citrát            | Sodium citrate     | Natrii citras            |
| B05CB03 | Magnézium-citrát          | Magnesium citrate  |                          |
| B05CB04 | Nátrium-hidrogén-karbonát | Sodium bicarbonate | Natrii hydrogenocarbonas |
| B05CB10 | Kombinációk               | Kombinációk        |                          |

### B05CXEgyéb irrigáló oldatok
| B05CX01 | Glükóz      | Glucose     | Glucosum anhydricum, Glucosum liquidum, Glucosum liquidum dispersione desiccatum, Glucosum monohydricum                          |
| B05CX02 | Szorbit     | Sorbitol    | Sorbitolum, Sorbitolum liquidum cristallisabile, Sorbitolum liquidum non cristallisabile, Sorbitolum liquidum partim deshydricum |
| B05CX03 | Glicin      | Glycine     | Glycinum |
| B05CX04 | Mannit      | Mannitol    | Mannitolum |
| B05CX10 | Kombinációk | Kombinációk | |

## B05X Infúziós oldatok kiegészítői

### B05XA Elektrolit oldatok
| B05XA01 | Kálium-klorid                          | Potassium chloride                                                 | Kalii chloridum                                                    |
| B05XA02 | Nátrium-hidrogén-karbonát              | Sodium bicarbonate                                                 | Natrii hydrogenocarbonas                                           |
| B05XA03 | Nátrium-klorid                         | Sodium chloride                                                    | Natrii chloridum                                                   |
| B05XA04 | Ammónium-klorid                        | Ammonium chloride                                                  | Ammonii chloridum                                                  |
| B05XA05 | Magnézium-szulfát                      | Magnesium sulfate                                                  | Magnesii sulfas heptahydricus                                      |
| B05XA06 | Kálium-foszfát                         | Potassium phosphate, incl. combinations with other potassium salts | Potassium phosphate, incl. combinations with other potassium salts |
| B05XA07 | Kalcium-klorid                         | Calcium chloride                                                   | Calcii chloridum dihydricum, Calcii chloridum hexahydricum         |
| B05XA08 | Nátrium-acetát                         | Sodium acetate                                                     | Natrii acetas trihydricus                                          |
| B05XA09 | Nátrium-foszfát                        | Sodium phosphate                                                   |                                                                    |
| B05XA10 | Magnézium-foszfát                      | Magnesium phosphate                                                |                                                                    |
| B05XA11 | Magnézium-klorid                       | Magnesium chloride                                                 | Magnesii chloridum 4,5-hydricum                                    |
| B05XA12 | Cink-klorid                            | Zinc chloride                                                      | Zinci chloridum                                                    |
| B05XA13 | Sósav                                  | Hydrochloric acid                                                  | Acidum hydrochloridum concentratum, Acidum hydrochloridum dilutum  |
| B05XA14 | Nátrium-glicerofoszfát                 | Sodium glycerophosphate                                            | Natrii glycerophosphas hydricus                                    |
| B05XA15 | Kálium-laktát                          | Potassium lactate                                                  |                                                                    |
| B05XA16 | Szívleállító oldatok                   | Cardioplegia solutions                                             |                                                                    |
| B05XA17 | Kálium-acetát                          | Potassium acetate                                                  | Kalii acetas                                                       |
| B05XA30 | Elektrolitok kombinációi               | Elektrolitok kombinációi                                           |                                                                    |
| B05XA31 | Elektrolitok kombinációi más szerekkel | Elektrolitok kombinációi más szerekkel                             |                                                                    |

### B05XBAminosavak
| B05XB01 | Arginin hidroklorid | Arginine hydrochloride | Argininum, Arginini aspartas, Arginini hydrochloridum |
| B05XB02 | Alanil-glutamin     | Alanyl glutamine       |                                                       |
| B05XB03 | Lizin               | Lysine                 | Lysini acetas, Lysini hydrochloridum                  |

### B05XX Other I.V. solution additives
B05XX02 Trometamol